# Carlo Resoort
Carlo Resoort, fundador del grupo musical 4 Strings, nació el 1 de marzo de 1973, es un DJ neerlandés, remixer y productor. Carlo Resoort originalmente comenzó a trabajar con Jan De Vos y encontraron interés en la música dance. Los dos pasaron su tiempo libre en el estudio, y después Jan se convirtió en "DJ 4 Strings"
mientras Carlo encabeza 4 Strings. 
Carlo obtuvo su primer éxito con "Turn it Around" con Alena, y más adelante con "Take Me Away (Into the Night)" su segundo éxito. Tuvieron éxito en varios top 100 en muchos países europeos y Canadá.
4 Strings actualmente está integrado por Carlo Resoort, quien compone principalmente en la música) y Jan Loechel, quien principalmente trabaja en la producción y arreglo, y también interpreta algunas canciones. En 2004 hubo rumores de que Vanessa van Hemert dejaría el grupo debido a algunos temas nuevos que fueron lanzados que no interpretó van Hemert. En el sitio oficial de 4 Strings, Resoort desmintió los rumores, aunque de todas formas en 2005 van Hemert dejó el grupo.
Aunque Jan De Vos no es realmente parte de 4 Strings, tomó el nombre de DJ 4 Strings y hace todas las presentaciones en vivo en lugar del grupo.

## Discografía

### Álbumes (como 4 Strings)
- Believe (2002)
- Turn It Around (2004)
- Mainline (2006)

### Sencillos (como 4 Strings) (Cronológicamente)
- 2000: "Day Time"
- 2001: "Into the Night"
- 2002: "Take Me Away (Into the Night)"
- 2002: "Diving"
- 2003: "Let It Rain"
- 2003: "Summer Sun"
- 2004: "Back to Basics"
- 2004: "Turn It Around"
- 2004: "Come Closer"
- 2005: "Until You Love Me"
- 2005: "Love Is Blind"
- 2005: "Sunrise"
- 2005: "Desire"
- 2006: "Hurricane"
- 2006: "Jewel"
- 2006: "Take Me Away 2006 (Remixes)"
- 2006: "Mainline"
- 2007: "Curious" (con Tina Cousins)
- 2007: "Catch a Fall" (con Andrea Britton)
- 2008: "The Way It Should Be" (vs. DJ Shaine)
- 2009: "Let Me Take Your Breath Away"
- 2009: "Take Me Away" (2009 Remixes)
- 2009: "Music / Music Saved My Life"
- 2010: "Forever" (con Samantha Fox)
- 2010: "Sundown"
- 2010: "Safe From Harm" (con Ellie Lawson)
- 2011: "Twilight Mode"
- 2012: "Cheesecake"
- 2012: "Rise Again"
- 2012: "The Other Side"
- 2012: "Breathe Life In" (con Ana Criado)
- 2013: "Out to Nowhere"
- 2013: "Ready to Fall" (con Seri)
- 2023: "Take Me Away Again" (con Hardwell y Maddix)

### Sencillos (como Carlo Resoort)
- "Revelation"
- "Remover"
- "O’Class"
- "Musica"
- "Rise"
- "Aurora"
- "Ayers Rock" / "Tape Delay"
- "Tom Tom / Battery"
- "Visa Versa"
- "Lifetime" / "Spacebump"
- "First Rebirth"
- "Blinded / Sun Burst"
- "Flash Player"
- "Revelations" (2010)
- "Journey to Freedom"